# سوفله
سوفله (به فرانسوی: Soufflé) نوعی دسر یا پیش غذای سبک و پرهواست که در اویل قرن هجدهم به وجود آمده است. سوفله با افزودن مواد به سفیدهٔ تخم مرغ سفت شده و پخت در فر درست می‌شود. در نوع دسر شیرین سوفله، به سفیده تخم مرغ، شکر، آرد و مواد معطر افزوده شده سپس پخت می‌شود. به عنوان غذا از گوشت، ماهی، صدف، سبزیجات و مواد گوناگون دیگر پخته شده و به صورت پوره در می‌آید و ممکن است در آن زرده تخم‌مرغ نیز بکار رود سپس به مواد سفیده تخم مرغ سفت شده اضافه شده در قالب پخته می‌شود. پس از پخت هوای داخل سفیده ۳–۲ برابر افزایش می‌یابد.
محبوبیت سوفله در اوایل قرن نوزدهم به سرآشپز فرانسوی ماری آنتون کارم بازمی‌گردد.
سوفله یکی از غذاهای مشهور فرانسوی است که قدمت آن به قرن هجدهم میلادی بازمی‌گردد. نخستین اشاره به سوفله در نوشته‌های وینسنت لا شاپل، آشپز برجسته فرانسوی، دیده شده است. در قرن نوزدهم، ماری آنتوان کارم، یکی دیگر از سرآشپزان بزرگ فرانسه، نقش مهمی در توسعه و محبوبیت این غذا ایفا کرد و سوفله را به یکی از غذاهای نمادین فرانسه تبدیل نمود.
سوفله از دو عنصر اصلی تشکیل می‌شود: پایه‌ای که طعم غذا را تعیین می‌کند و سفیده تخم‌مرغ زده‌شده که وظیفه ایجاد پف و حجم در غذا را دارد. پایه این غذا ممکن است شامل کرم پاتیسیر، سس بشامل، یا پوره‌ای از مواد مختلف باشد. برای سوفله‌های شور از موادی مانند سبزیجات، پنیر و ادویه‌ها استفاده می‌شود، و برای سوفله‌های شیرین موادی نظیر میوه‌ها، شکلات، موز، یا لیمو به کار می‌روند.
ظرف مورد استفاده برای پخت سوفله معمولاً «رامکین» یا ظرف سوفله است. این ظروف از جنس چینی لعاب‌دار بوده و کف آن‌ها بدون لعاب است. همچنین دیواره‌های عمودی و طرح‌های موج‌دار دارند. برای جلوگیری از چسبیدن سوفله به ظرف، پیش از پخت، کف ظرف را با لایه‌ای نازک از کره می‌پوشانند. گاهی اوقات از موادی مانند شکر، آرد سوخاری یا پنیر رنده‌شده (مانند پارمزان) برای پوشش داخلی ظرف استفاده می‌شود، زیرا اعتقاد بر این است که به افزایش حجم سوفله کمک می‌کند.
پس از پخت، سوفله پف‌کرده و سبک به نظر می‌رسد، اما معمولاً پس از گذشت ۵ تا ۱۰ دقیقه، همانند خمیر ورآمده، کمی افت می‌کند. این غذا معمولاً همراه با سس، بستنی یا سوربت سرو می‌شود. برای سرو، اغلب سطح سوفله با قاشق سوراخ شده تا به راحتی به بخش‌های کوچک تقسیم شود. این روش همچنین به ادغام بهتر سس با سوفله کمک می‌کند.
سوفله به دلیل طعم بی‌نظیر و بافت سبک و هوایی خود، یکی از غذاهای محبوب در سراسر جهان است. از نسخه‌های شور مناسب برای وعده‌های اصلی تا نسخه‌های شیرین به عنوان دسر، این غذا توانسته است جایگاه ویژه‌ای در فرهنگ آشپزی کسب کند. تجربه درست کردن و سرو سوفله نیازمند دقت در مراحل آماده‌سازی است، اما نتیجه آن همیشه شگفت‌انگیز و جذاب است.